# チオフェンタニル
チオフェンタニル（英：Thiofentanyl）は、オピオイド鎮痛薬で、フェンタニルの類似体である。
チオフェンタニルは、1980年代初頭に一時的に闇市場で販売されたが、その前にFederal Analog Actが施行され、初めて、出現した薬物を個別に規制するのではなく、その構造的類似性に基づいて薬物類似体全体を規制しようとした。チオフェンタニルはフェンタニルと同じ合成経路で作られるが、合成時に臭化フェネチルの代わりに2-（2-ブロモエチル）チオフェンを用いる。
フェンタニル類似体の副作用はフェンタニルの副作用と類似し、痒み、吐き気、死亡する可能性のある重篤な呼吸抑制などがある。フェンタニル類似体は、2000年代初頭にエストニアで使用が再開されて以来、ヨーロッパと旧ソビエト連邦で数百人の死者を出しており、新たな誘導体も出現し続けている。